# Rolf Classon
Rolf Classon, född 1952 på Reimersholme i Stockholm, är en svensk redaktör och förläggare. Han var medgrundare av serietidningen Galago och senare av Kartago förlag.

## Biografi
Rolf Classon har en bakgrund som aktivist inom FNL-rörelsen och växte upp på Lidingö. Han hade även ambitioner att bli poet.
I slutet av 1970-talet kom Classons vän Olle Berg in på Konstfack. De båda var samtidigt aktiva i kulturföreningen Palmätarna, och olika omständigheter gjorde att de fick möjligheter att starta en ny serie- och kulturtidskrift – Galago – som i början av 1980 kom ut i tryck. Detta var serier för vuxna läsare, långt innan begreppet vuxenserier var bekant för svenska läsare.  
Därefter var Rolf Classon under många år tidningens redaktör. I tidningen och det relaterade Tago förlag lanserades Joakim Pirinen, Max Andersson, Lena Ackebo, Gunnar Lundkvist och andra ur en ny generation serieskapare. 
När Galago 1998 övertogs av Ordfront förlag, grundade Classon istället Kartago förlag. Han tog då med sig flera av Galagos serieskapare till det nya förlaget. 
2012 utgav Bonnier (sedan 2009 ägare av Kartago förlag) festskriften Roffe i samband med Rolf Classons 60-årsdag. Boken innehåller bidrag från ett femtiotal serieskapare och författare, inklusive Martin Kellerman, Joakim Pirinen, Charlie Christensen, Lena Ackebo, Jan Stenmark och Lasse Åberg.
2017 slutade den då 65-årige Rolf Classon som förläggare på Kartago och gick i pension. Posten som förläggare togs över av Nina Hemmingsson.
2019 återkom Rolf Classon dock som förläggare på Kartago. Det skedde samtidigt som Kartago bytte ägare, från Bonnierförlagen till Cobolt förlag. Försäljningen av förlaget och Classons återkomst skedde efter att Nina Hemmingsson och medförläggaren Thomas Olsson valt att avsluta sina tjänster för att prioritera egna projekt.
I samband med ägarbytet och Classons återkomst bytte Kartago verksamhetsort från Stockholm till Malmö. Classon flyttade också, men till Skillinge.
Sedan 2021 bor Classon med sin familj i Ystad.